# 천사의 성모 트라피스틴 수도원

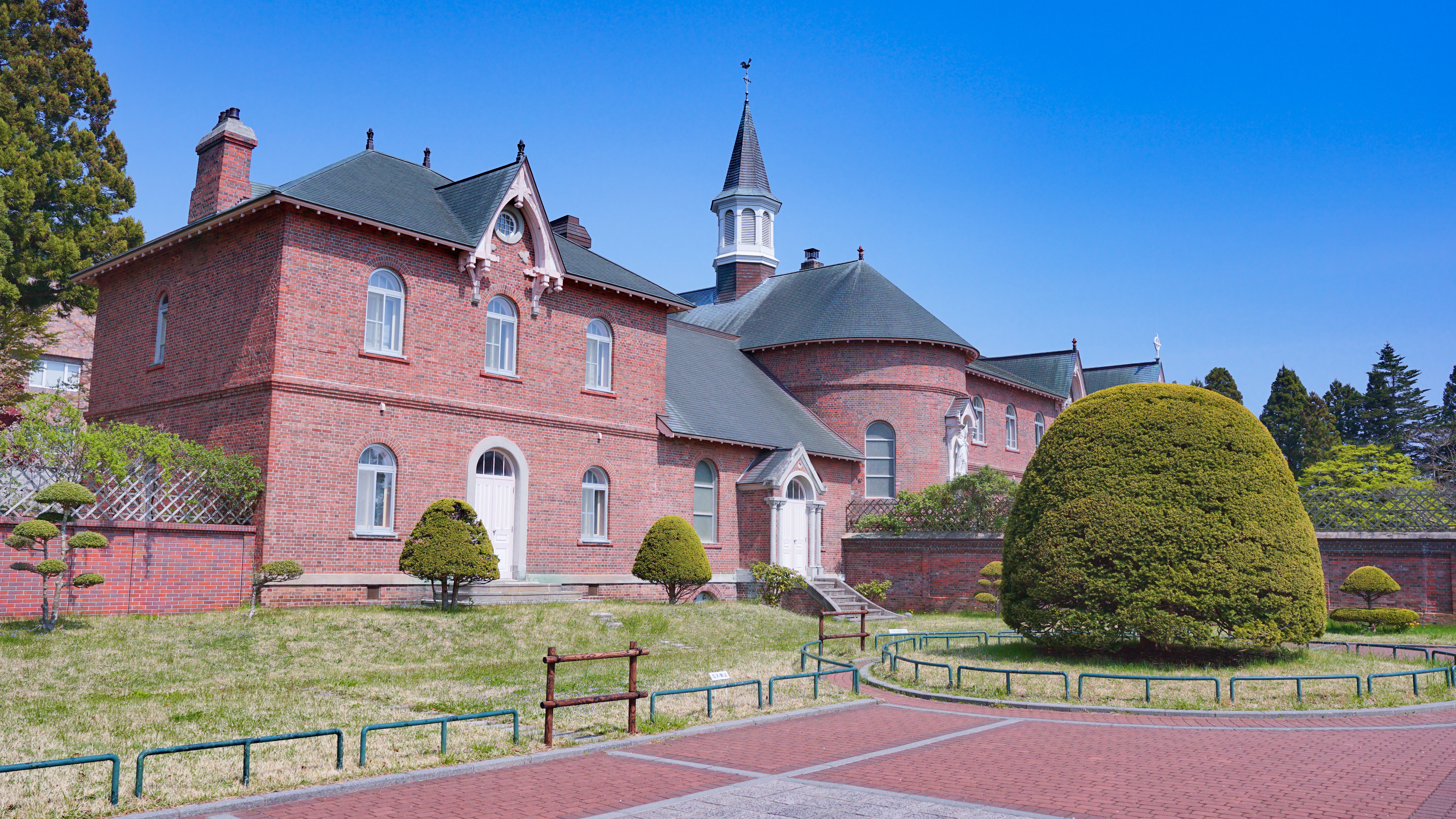
천사의 성모 트라피스틴 수도원

천사의 성모 트라피스틴 수도원(일본어: 天使の聖母トラピスチヌ修道院)은 일본 홋카이도 하코다테시에 있는 트라피스트회 여자 수도원이다. 1898년에 프랑스로부터 파견된 8명의 수녀가 창립하였다. 1925년과 1941년 2번 화재가 발생하여 재건을 하였다. 정원과 매점은 일반적으로 개방되어 자유롭게 견학할 수 있다. 매점 내에서 기념품으로 팔리고 있는 마들렌과 쿠키가 유명하며 하코다테 기념품으로도 알려져 있다.